# 셔먼 루이스
셔먼 루이스(Sherman Lewis, 1942년 6월 29일 ~ )는 전 미식축구 코치이자 선수이다. 34년 동안 코치로 일했지만 2004년 시즌이 끝난 후 축구계에서 물러나 2009년 시즌 중반에 워싱턴 레드스킨스에 합류했다. 그는 미시간 주립 대학교에서 학부 과정을 다녔고 나중에 교육행정학으로 대학원 학위를 받았다.

## 경력
루이스는 미시간 주립 대학교에서 하프백으로 대학 축구 경력을 시작했다. 그는 대학 축구 전미 팀에 이름을 올렸고 1963년 하이스먼 트로피에서 우승자 로저 스타우바흐와 준우승자 빌리 로스리지에 이어 3위를 차지했다. 그의 프로 선수 경력에는 캐나다의 토론토 아고노츠에서 1964년과 1965년 시즌의 일부가 포함되었다. 또한 1966년과 1967년 시즌을 아메리칸 풋볼 리그의 뉴욕 제츠(New York Jets)에서 뛰었다(AFL이 내셔널 풋볼 리그에 흡수되었지만 아직 합병되지 않았을 때).
프로 축구 선수로 짧은 경력을 쌓은 후, 1969년부터 1982년까지 모교인 미시간 주립 대학교 축구팀의 보조 코치로 고용되었다. 그는 계속해서 빌 월시의 러닝백 코치가 되었다. 샌프란시스코 포티나이너스는 세 번의 슈퍼볼 우승을 차지했다. 1992년에 그는 마이크 홈그렌 감독 밑에서 그린베이 패커스의 공격 코디네이터가 되었다.
2009년 10월, 루이스는 은퇴를 마치고 워싱턴 레드스킨스에 고용되어 짐 존(Jim Zorn) 감독 밑에서 팀의 공격 컨설턴트로 일했다. 그는 레드스킨스의 총지배인 비니 세라토가 존(Zorn)에게서 그 임무를 빼앗은 후 결국 팀의 플레이를 부르기 시작했다.